# Amera
Die Amera ist ein Kreuzfahrtschiff, das für den deutschen Reiseveranstalter Phoenix Reisen mit Sitz in Bonn fährt. Sie wurde von der Wärtsilä-Marine-Perno-Werft in Turku/Finnland als Royal Viking Sun für die Royal Viking Line gebaut und 1988 in Dienst gestellt.

## Geschichte
Der Stapellauf der Royal Viking Sun fand am 17. März 1988 bei der Wärtsilä-Werft in Turku statt. Am 26. November 1988 wurde es an die Royal Viking Line abgeliefert, die es für Kreuzfahrten einsetzte. Die Royal Viking Sun fuhr unter der Flagge der Bahamas mit Heimathafen Nassau.
Mitte 1994 wurde das Schiff an die Cunard Line verkauft und zunächst ohne Namensänderung weiter betrieben. Die Royal Viking Sun wurde im Zuge der Zusammenlegung von Cunard Line und Seabourn Cruise Line unter der Muttergesellschaft Carnival Corporation Ende April 2000 an Cunard überschrieben und ohne weiteren Besitzerwechsel im Mai 2000 in Seabourn Sun umbenannt und von der Seabourn Cruise Line weiterbetrieben. Die Seabourn Sun fuhr unter norwegischer Flagge mit Heimathafen Oslo.
Mitte 2002 ging das Schiff an die ebenfalls zur Carnival Corporation gehörende Holland America Line (HAL) mit Sitz in Seattle, die das Schiff als Prinsendam betrieb. Heimathafen wurde Rotterdam/Niederlande. Sie trug bei dem überwiegend amerikanischen Publikum den Spitznamen „Elegant Explorer“. Die Prinsendam bot 798 Passagieren Platz und war damit zuletzt das kleinste Schiff der Flotte. Sie fuhr längere Kreuzfahrten, welche oft 60 Tage oder mehr dauerten.
Im Jahre 2018 wurde das Schiff an Amera Shipping Ltd. verkauft und am 1. Juli 2019 übergeben. Ab dem 2. Juli 2019 wurde sie bei Blohm + Voss umgebaut. Am 3. Juli 2019 wurde das Schiff in Amera umbenannt und kam unter der Flagge der Bahamas in Fahrt. Der Umbau wurde am 12. August 2019 abgeschlossen. Am 16. August 2019 wurde sie in Bremerhaven getauft. Seit dem 21. August 2019 wird sie von Phoenix Reisen für Kreuzfahrten eingesetzt.

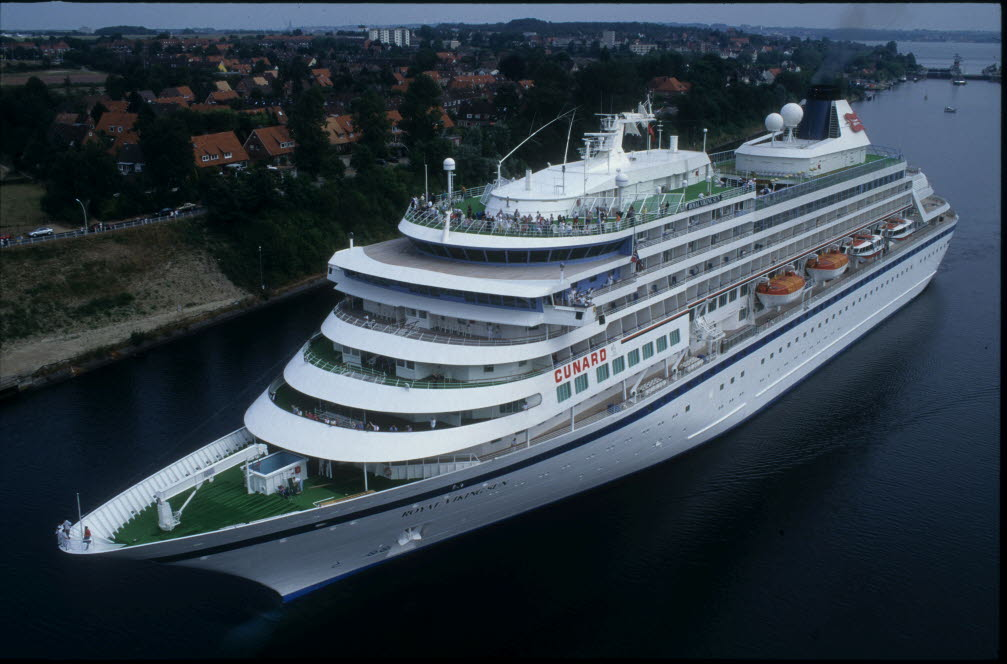
Luftaufnahme des Schiffes im Nord-Ostsee-Kanal (1995)
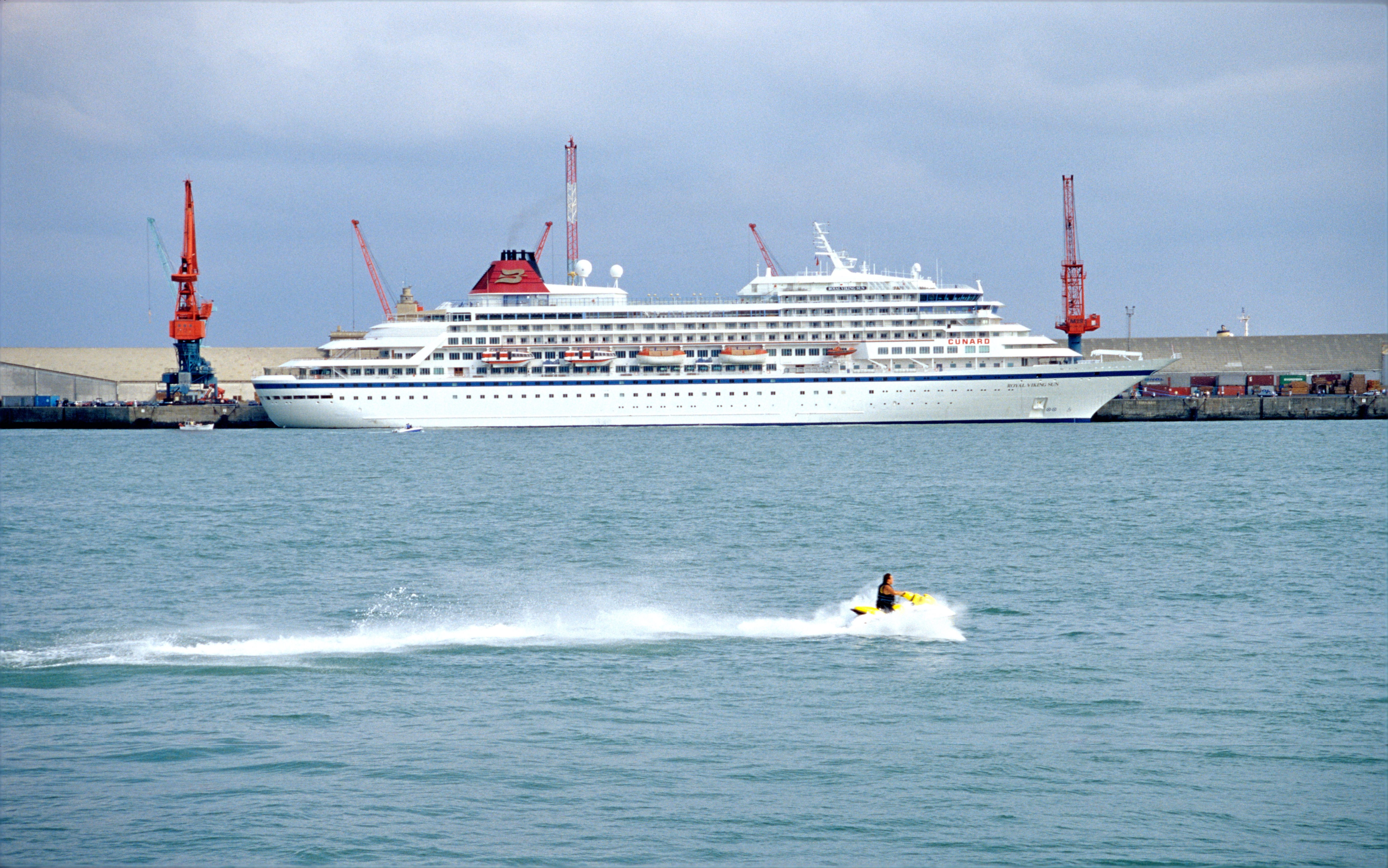
Das Schiff als Royal Viking Sun
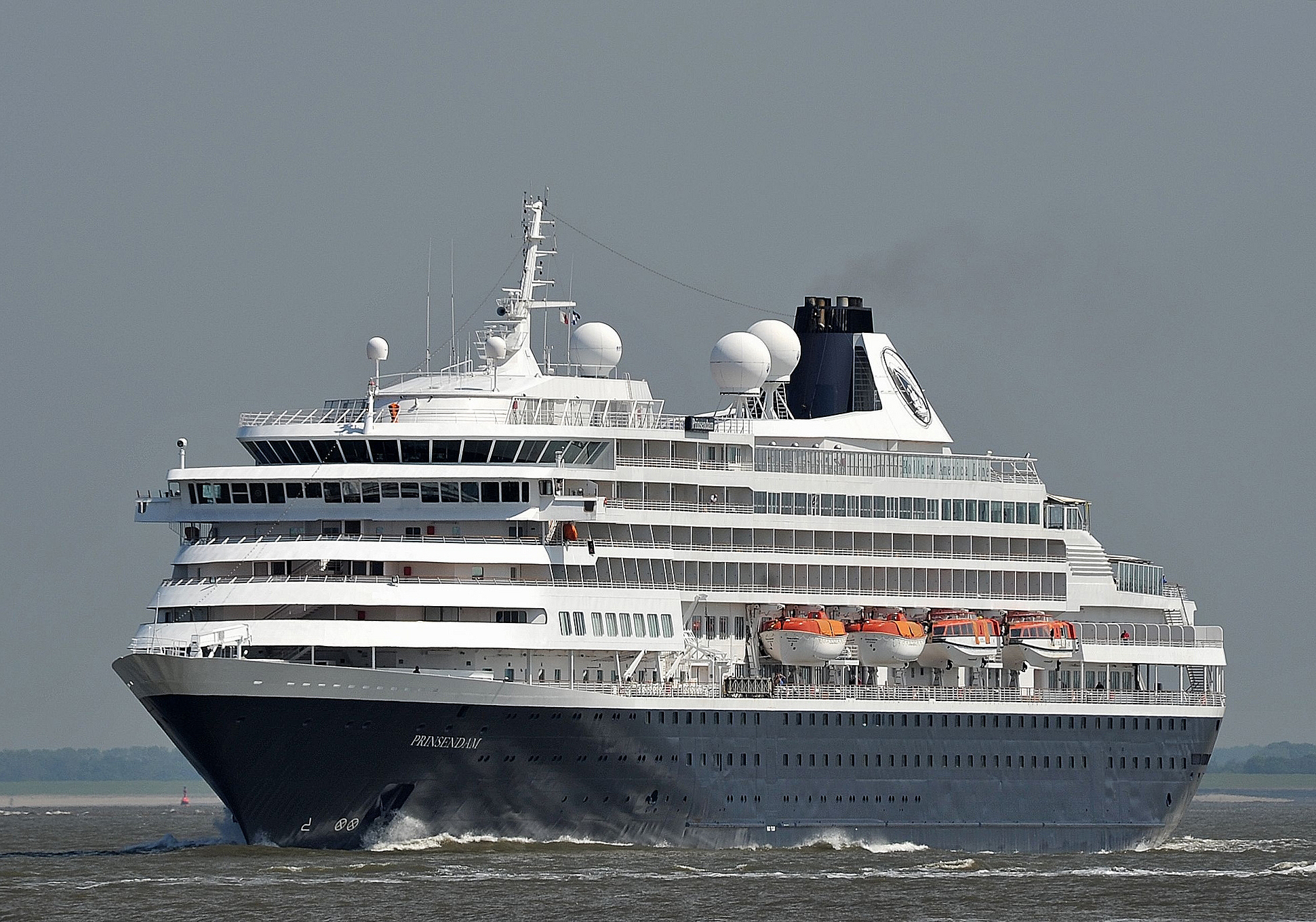
Als Prinsendam vor Cuxhaven (2012)
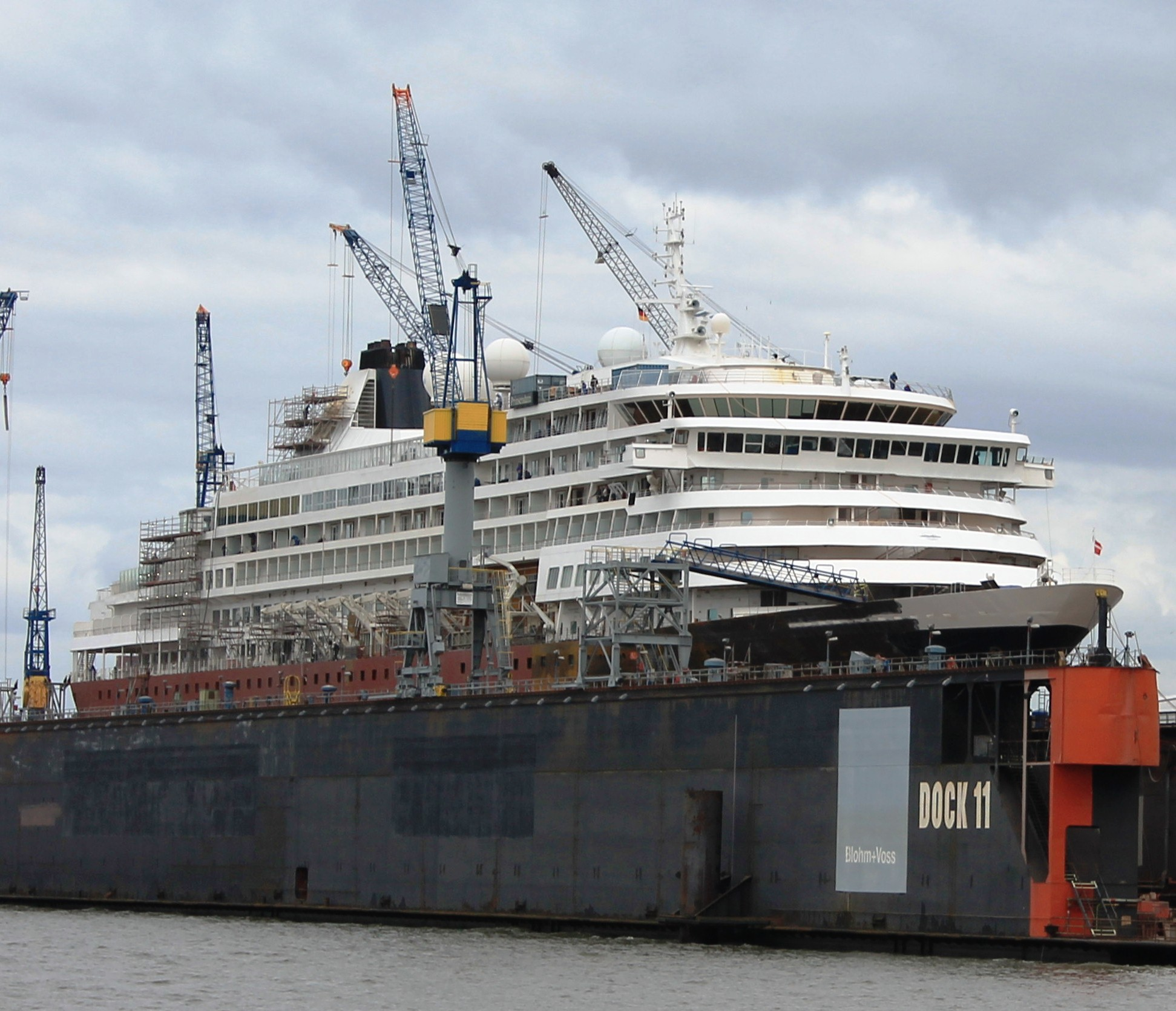
Die Amera beim Umbau im Juli 2019 im Schwimmdock von Blohm + Voss

## Ausstattung
Den bis zu 835 Passagieren stehen 425 Kabinen zur Verfügung. Diese sind überwiegend Außenkabinen, teilweise mit Balkon. Am Heck befinden sich ein Schwimmbecken sowie zwei Whirlpools. Es existieren Sauna, Fitnessstudio und Spa-Bereich mit Frisör.
Den Gästen stehen vier Restaurants zur Verfügung. Drei Restaurants (Ozean, Amera und Lido) bieten freie Tischwahl, davon das Lido mit Buffetspeisen. Das Restaurant Pichlers ist ein Spezialitätenrestaurant, das reservierungspflichtig, aber im Reisepreis mit inbegriffen ist und mittags und abends eine eigene Spezialitätenkarte hat. Ferner stehen fünf Bars zur Verfügung. Es gibt einen Theaterbereich im Vorderschiff sowie eine Veranstaltungsfläche mit LED-Monitor auf Deck 11.

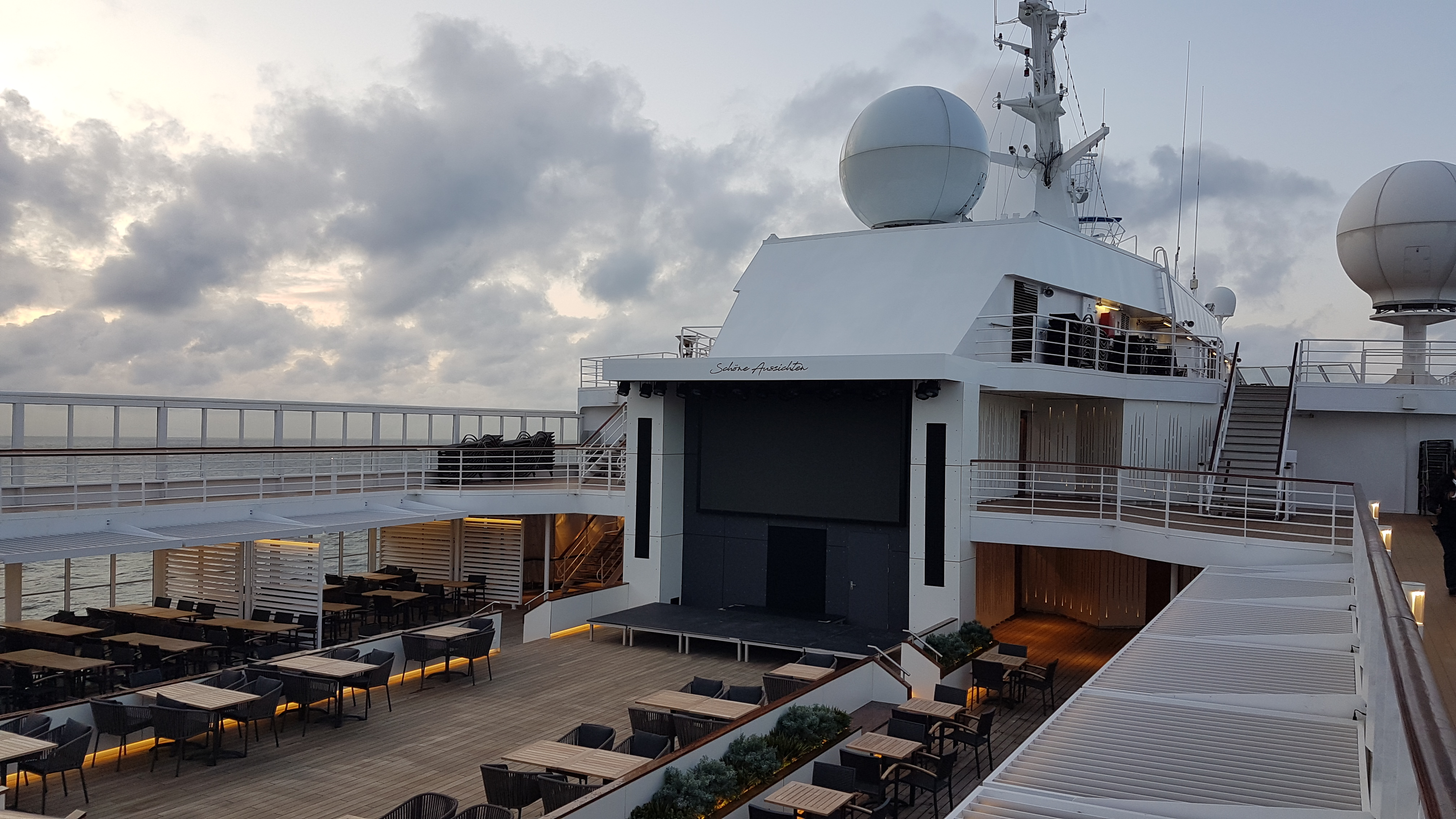
Umgebautes Deck 11, jetzt mit Veranstaltungsfläche
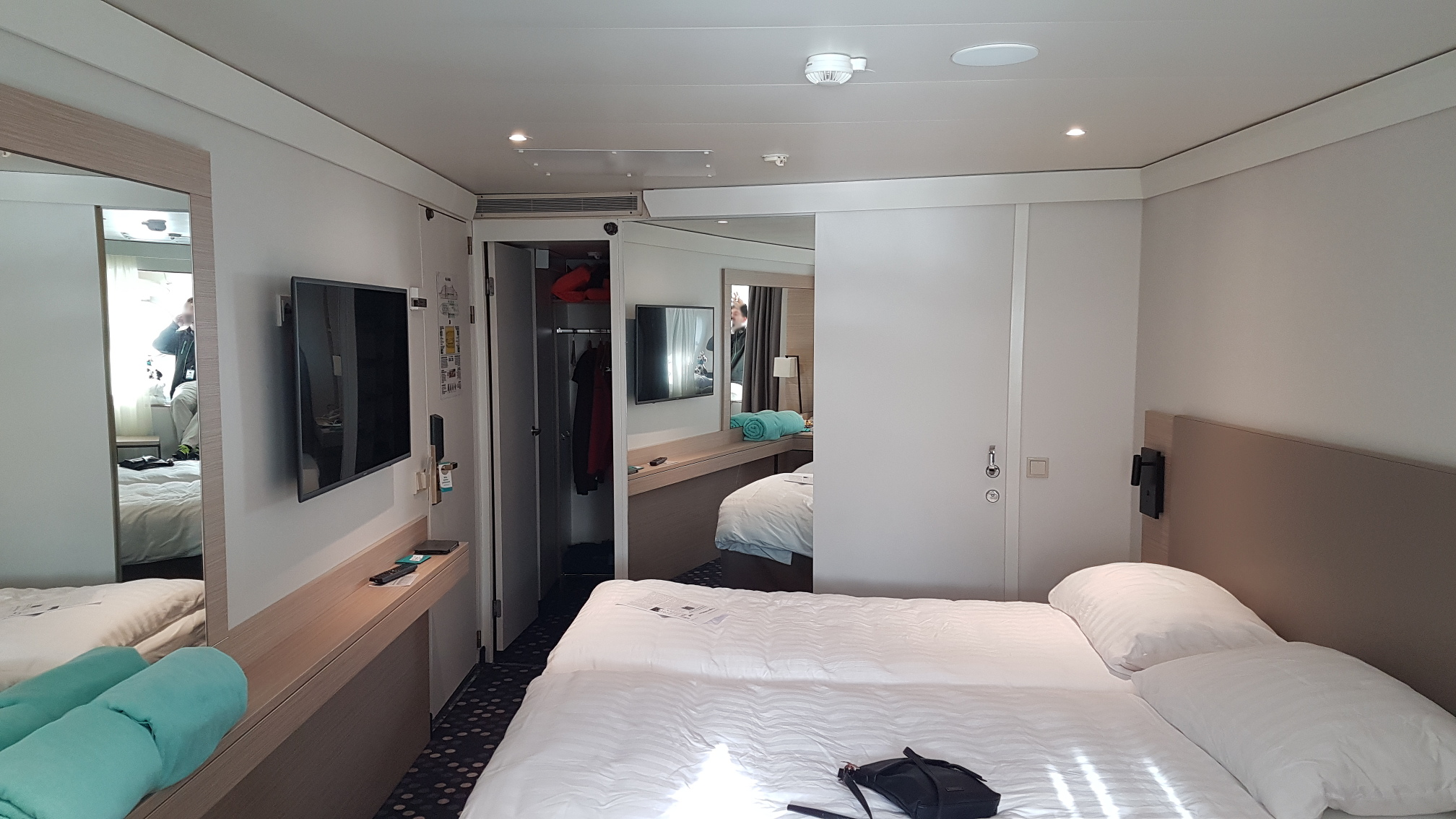
Außenkabine auf Deck 6

## Technische Daten
Das Schiff wird von vier Viertakt-Achtzylinder-Dieselmotoren (Sulzer 8ZAL40S) mit je 5280 kW Leistung angetrieben. Die Motoren wirken über Untersetzungsgetriebe auf zwei Verstellpropeller. Das Schiff ist mit zwei Querstrahlsteueranlagen mit jeweils 1000 kW Leistung ausgestattet. Für die Stromerzeugung an Bord stehen zwei von den Hauptmotoren angetriebene Wellengeneratoren sowie drei von Viertakt-Achtzylinder-Dieselmotoren angetriebene Generatoren zur Verfügung. Außerdem steht ein von einem Viertakt-Zwölfzylinder-Dieselmotor angetriebener Notgenerator zur Verfügung.
Der Rumpf des Schiffes ist eisverstärkt (Eisklasse 1C).

## Trivia
Das Schiff war, neben der Albatros und der Artania, Handlungsort der Kreuzfahrtdokumentation Verrückt nach Meer. Da sich das Kamerateam an Bord der Amera befand, als die Covid-19-Pandemie ausbrach, wurde dort die Arte-Reportage Re: Kreuzfahrt und Corona: Ein Passagierschiff auf Irrwegen gedreht.